# High Roller (Stratosphere Tower)
High Roller auf dem Stratosphere Tower (Las Vegas, Nevada, USA) war eine Stahlachterbahn des Herstellers S&MC, die am 29. April 1996 eröffnet wurde. Ihre letzten Runden fuhr sie am 30. Dezember 2005, bevor sie geschlossen wurde, um abgerissen zu werden und für eine neue Attraktion Platz zu machen.

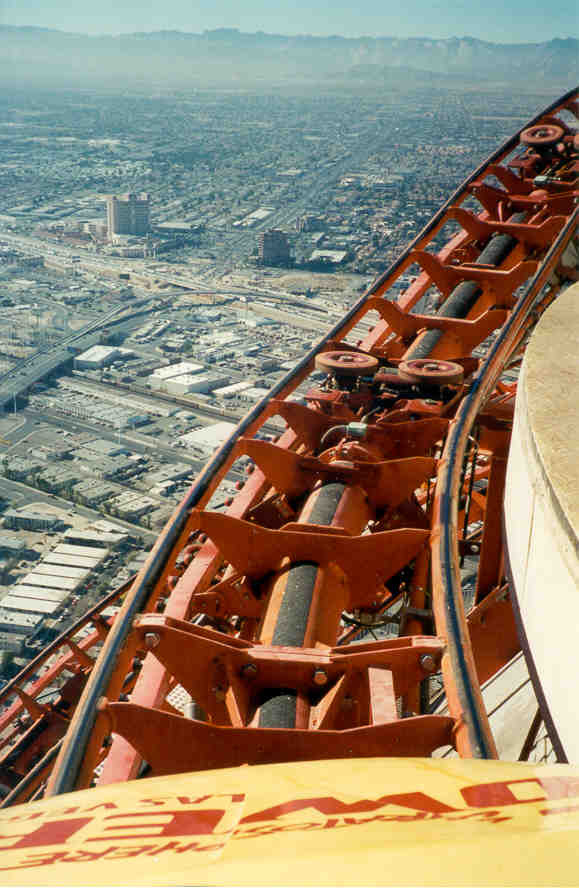

Sie befand sich in 277 m Höhe auf dem Turmkorb und umfuhr die Antenne des Turms in drei Kreisen, überfuhr den Rand des Turms allerdings nicht. Die tatsächliche Höhe der Achterbahn lag bei wenigen Metern. Es wurde ein einzelner Zug mit sieben Wagen (vier Personen pro Wagen, zwei Reihen à zwei Personen) verwendet. Ursprünglich besaß der Zug neun Wagen, wovon zwei Ende der 1990er Jahre entfernt wurden.
Die Schienen der Bahn wurden Ende 2006 in kleine Stücke zerschnitten, damit diese in einem Aufzug transportiert werden konnten.